# Srđan Mrkušić
Srđan Mrkušić (26 de maig de 1915 - 30 d'octubre de 2007) fou un futbolista serbo-croat de la dècada de 1940.
Fou 11 cops internacional amb la selecció iugoslava.
Pel que fa a clubs, defensà els colors de Hajduk Split, BSK i Estrella Roja de Belgrad.